# Calanthemis scioae
Calanthemis scioae es una especie de escarabajo longicornio del género Calanthemis, tribu Clytini, subfamilia Cerambycinae. Fue descrita científicamente por Aurivillius en 1928.

## Descripción
Mide 8-12 milímetros de longitud.

## Distribución
Se distribuye por Etiopía.